# Austin Jackson (Footballspieler)
Austin Jackson (geboren am 11. August 1999 in Sacramento, Kalifornien) ist ein US-amerikanischer American-Football-Spieler auf der Position des Guards und Offensive Tackles. Er spielte College Football für die University of Southern California und wurde im NFL Draft 2020 in der ersten Runde von den Miami Dolphins ausgewählt.

## College
Jackson besuchte die North Canyon High School in Phoenix, Arizona. An der Highschool spielte Basketball und Football als Offensive Tackle und Defensive End, darüber hinaus war er als Kugelstoßer und als Diskuswerfer aktiv.
Ab 2017 ging Jackson auf die University of Southern California, um College Football für die USC Trojans zu spielen. Als Freshman wurde er überwiegend in den Special Teams eingesetzt. Dabei konnte er im Spiel gegen Colorado ein Field Goal blocken. Dies gelang ihm 2019 gegen Stanford ein zweites Mal. In den Spielzeiten 2018 und 2019 war Jackson der Left Tackle der Trojans, in der Saison 2019 wurde er in das All-Star-Team der Pacific-12 Conference (Pac-12) gewählt. Insgesamt kam er in 39 Spielen für die Trojans zum Einsatz, davon 25-mal als Starter. Nach der Saison 2019 gab Jackson bekannt, auf ein mögliches viertes Jahr am College zu verzichten, um sich für den NFL Draft anzumelden.

## NFL
Jackson wurde im NFL Draft 2020 an 18. Stelle von den Miami Dolphins ausgewählt. Er spielte in seiner Rookiesaison von Beginn an als Starter auf der Position des Left Tackles. Wegen einer Fußverletzung, die er sich am vierten Spieltag gegen die Seattle Seahawks zugezogen hatte, verpasste Jackson drei Spiele. Da er als Left Tackle nicht überzeugen konnte, wechselte Jackson in seinem zweiten Jahr in der NFL nach vier Spielen auf die Position des Left Guards. Verletzungsbedingt bestritt er 2022 lediglich zwei Partien als Right Tackle. Nach der Saison 2022 lehnten die Dolphins die Fifth-Year-Option von Jacksons Rookievertrag ab. In der Saison 2023 statteten die Dolphins Jackson jedoch am 7. Dezember 2023 mit einer Vertragsverlängerung um drei Jahre im Wert von 36 Millionen US-Dollar, davon 20,7 Millionen garantiert, aus. Bis dahin hatte er jedes der 12 Spiele der Saison als Right Tackle bestritten und nur zwei Sacks zugelassen.

## Persönliches
Jackson verpasste einen Teil der Vorbereitung auf die College-Football-Saison 2019, nachdem er seiner jüngeren Schwester, die am Diamond-Blackfan-Syndrom litt, eine Knochenmarkspende gegeben hatte. Jacksons Großvater Melvin Jackson spielte ebenfalls College Football als Offensive Lineman für die USC Trojans, mit denen er 1974 die nationale Meisterschaft gewann. Zudem spielte er fünf Jahre für die Green Bay Packers in der NFL.